# رابینسون (تگزاس)
رابینسون، تگزاس (به انگلیسی: Robinson, Texas) شهری در ایالت تگزاس از ایالات جنوبی ایالات متحده آمریکا است. در سرشماری سال ۲۰۰۰، جمعیت این شهر ۷۸۴۵ نفر اعلام شد.